# Riesling
Riesling er en hvid druesort, som sandsynligvis stammer fra den vilde druesort Vitis vinefera silvestris, der voksede i skovene i Oberrhein. Riesling er en aromatisk druesort, der fremstår blomsteragtig, næsten parfumeret og med megen syre. Den bruges til tørre, halvsøde og søde hvidvine – også mousserende. Den lagres sjældent på egefade. Til 2004 var Riesling en af de tyve mest dyrkede sorter med 48.700 hektar (og med stigende tendens). Den var som regel på "top tre listen" over de store hvide sammen med chardonnay og sauvignon blanc. Riesling er en sort med tydelig terroir-effekt.
Riesling er dyrket i Tyskland siden det 11. århundrede, men blev først udbredt i det 17. og 18. århundrede. De bedste resultater opnås i tempererede, kølige klimazoner. Druen modner sent og frembringer både vine, der skal drikkes unge og friske, og komplekse og koncentrerede vine med en utrolig evne til at ældes samt dessertvine. Riesling er god til Spätlese og Auslese, da den har evnen til at beholde sin syre ved tiltagende modenhed.
|  | Denne artikel kan blive bedre, hvis der indsættes geografiske koordinater Denne artikel omhandler et emne, som har en geografisk lokation. Du kan hjælpe ved at indsætte koordinater i wikidata. |